# Mormodes elegans
Mormodes elegans är en orkidéart som beskrevs av Francisco E.L.de Miranda. Mormodes elegans ingår i släktet Mormodes och familjen orkidéer. Inga underarter finns listade i Catalogue of Life.